# BMW 2er Coupé
BMW 2er Coupé ist ein Coupé des deutschen Automobilherstellers BMW. Es gilt als Nachfolger des 1er Coupés. Sportvarianten werden als BMW M2 angeboten.

## Modelle
- Erste Generation BMW F22, 11/2013–07/2021. Von diesem Fahrzeug gibt es ein Cabriolet mit der internen Bezeichnung F23, sowie die M-Version BMW F87.
- Zweite Generation BMW G42, seit 07/2021. Der Marktstart in Deutschland erfolgte im Januar 2022.[1] 2023 folgte mit dem G87 ein neuer M2 auf Basis des G42.[2]

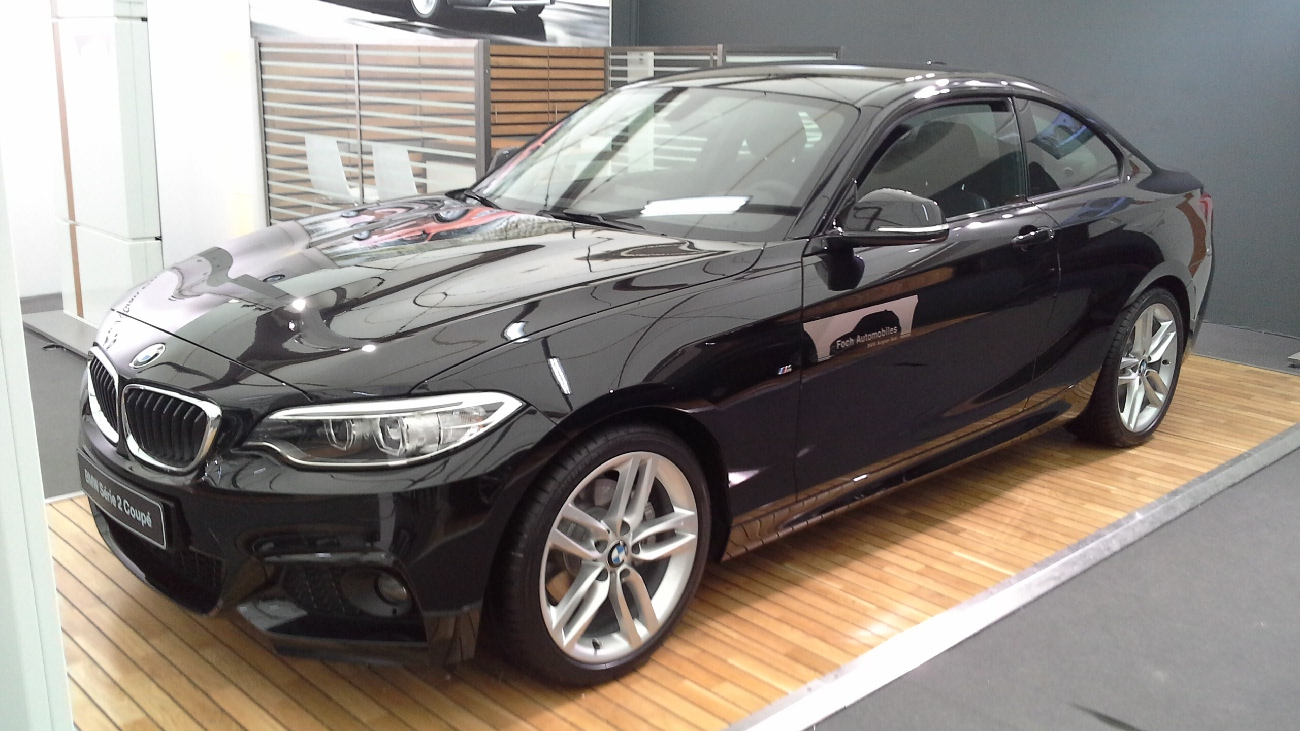
BMW F22 (2014–2021)
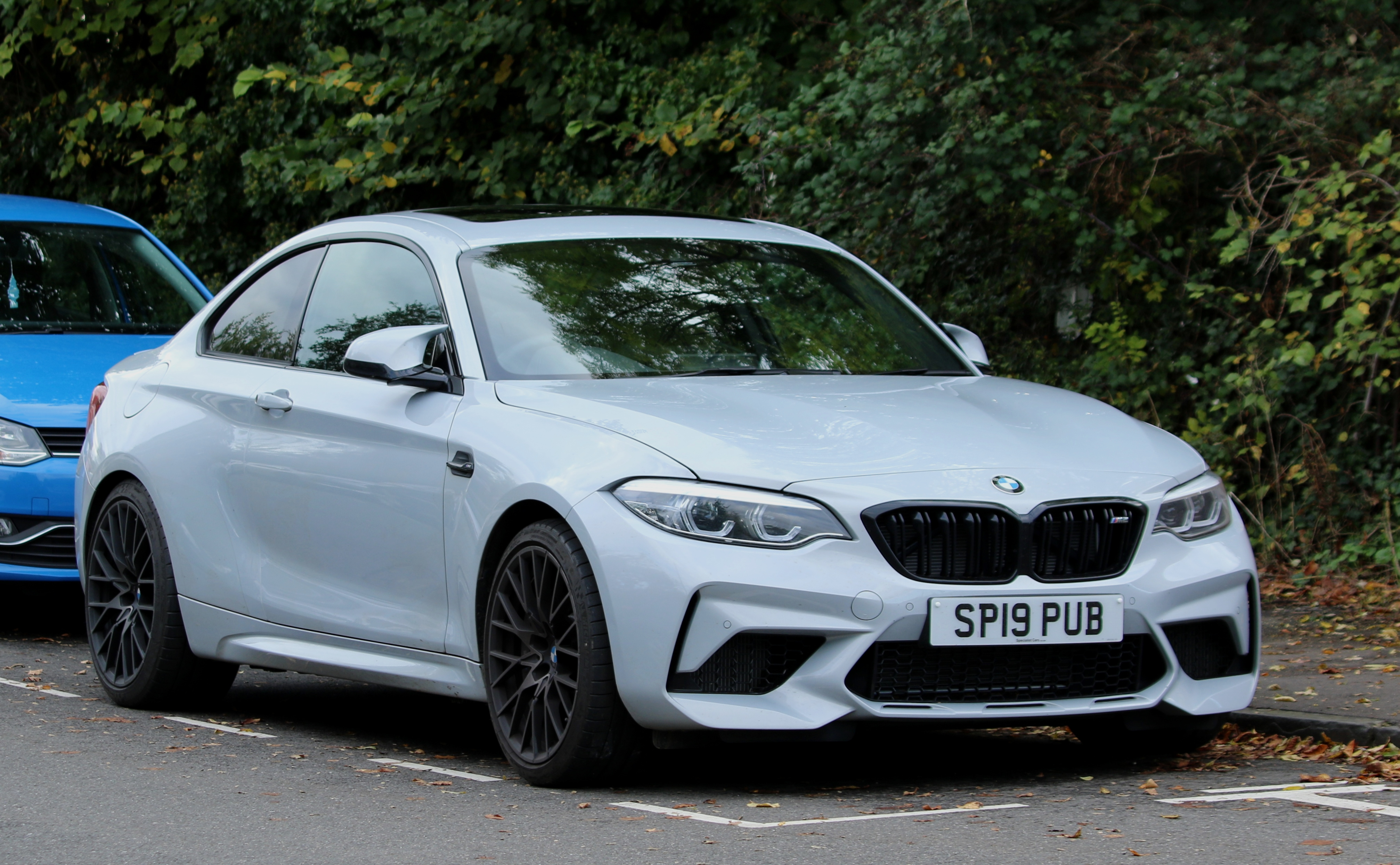
BMW F87 (2015–2021)
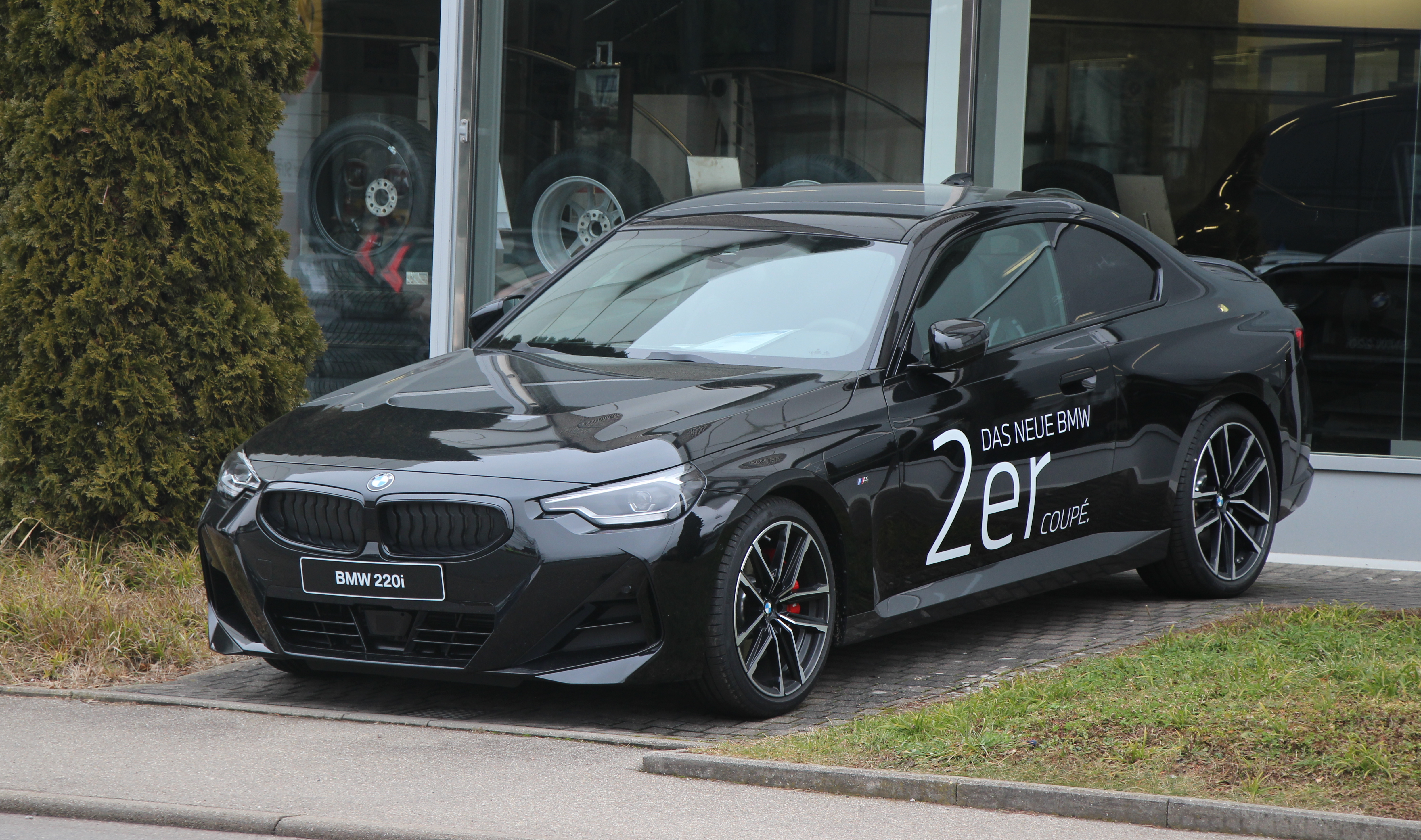
BMW G42 (seit 2021)
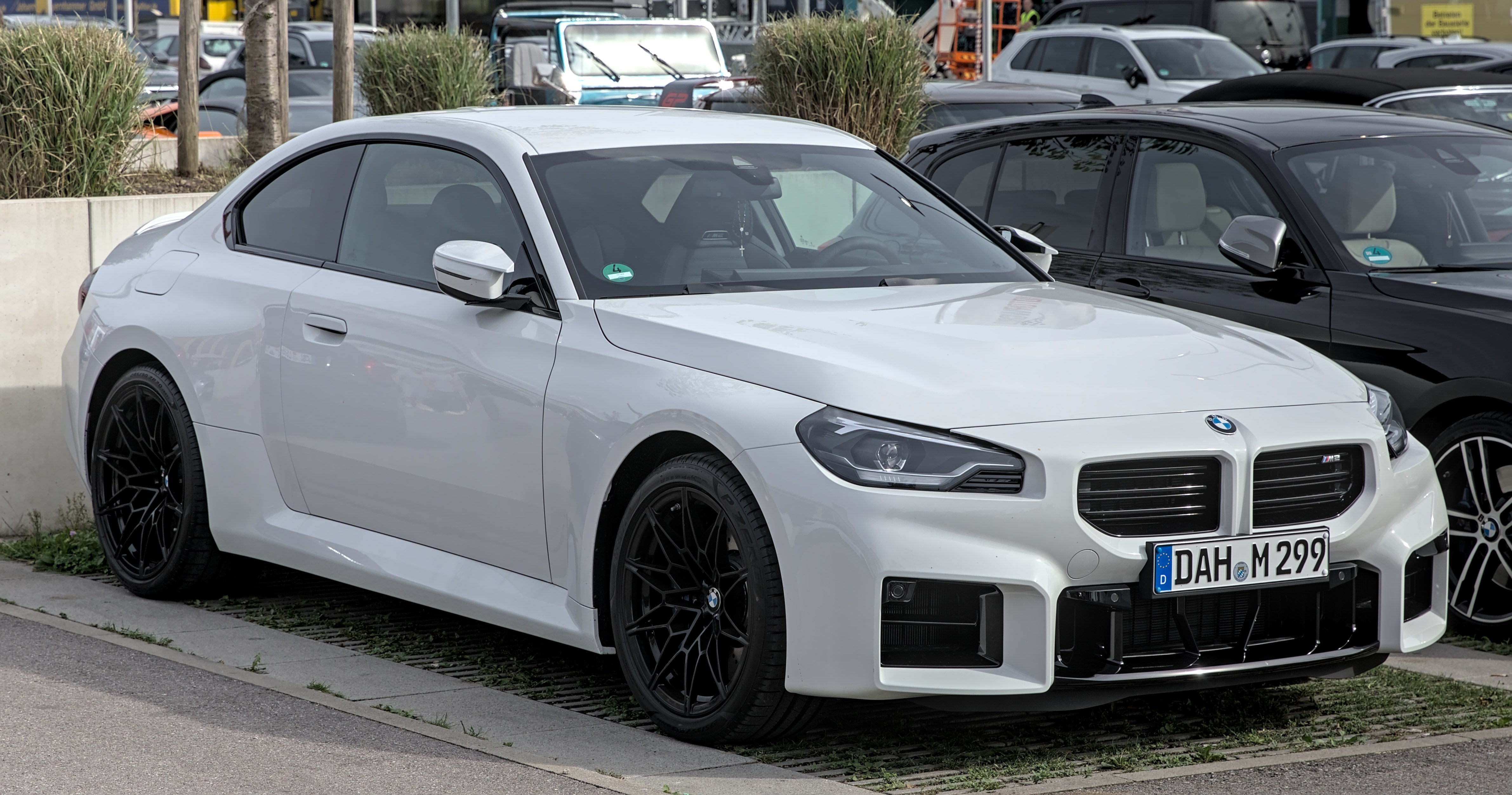
BMW G87 (seit 2023)